# Adolf Waldmann
Adolf Waldmann (* 1889 in Pforzheim; † 1964 ebenda) war ein deutscher Unternehmer und Erfinder.

## Lebenslauf
Adolf Waldmann gründete im Jahr 1918 die Waldmann Manufaktur, heute Adolf Waldmann KG. Hier stellte er nach dem Ersten Weltkrieg mechanische Druck- und Drehbleistifte aus Sterlingsilber her. Dies war zur damaligen Zeit etwas Ungewöhnliches und Besonderes. Die Firma befand sich damals in der Maximilianstraße in Pforzheim.
In den 1930er Jahren entwickelte Waldmann den ersten 4-Farben-Drehbleistift, der nach dem Prinzip der Revolvermechanik funktionierte, und ließ sich dafür die weltweiten Patentrechte sichern. Auf der Pariser Weltausstellung 1937 wurde ihm für diese Innovation die Silbermedaille für „außergewöhnliches Design und Funktion eines 4-Farben-Drehbleistiftes“ verliehen.
Im Zuge der Bombardierung der Stadt Pforzheim am 23. Februar 1945 wurde die Waldmann Manufaktur komplett zerstört. Nach einem schwierigen Wiederaufbau wurde die Produktion wieder aufgenommen. Ab 1956 nahm Waldmann Schreibgeräte aus Messing, Silber, Walzgold-Doublé und 18 Kt. Gold in seine Produktpalette auf. 1958 wurden ihm weltweite Patente für 2- und 4-Farben-Kugelschreiber mit Drehsystem gewährt.
Im Jahr 1959 kreierte Waldmann eine Spezialkollektion für Rotring Germany, den damaligen Marktführer im Segment der Zeichen- und Malutensilien. Waldmann-Schreibgeräte wurden unter dem Namen Rotring vertrieben. Innerhalb kürzester Zeit war Rotring mit einem Anteil von 75 Prozent der Produktion Hauptkunde bei Waldmann.
Adolf Waldmann starb im Jahre 1964 im Alter von 76 Jahren in Pforzheim.

## Unternehmen
Jahrzehntelang arbeitete die Pforzheimer Manufaktur für die Marke Rotring. Nach einigen Eigentümerwechseln wurde Ende der 1990er Jahre der Name Waldmann reaktiviert. Heute liegt der Fokus auf Schreibgeräten aus Sterlingsilber. Seit 2025 ist Felix Bechtold neuer Eigentümer, der Sitz der neu gegründeten Waldmann GmbH Manufaktur ist seitdem in Ölbronn-Dürrn bei Pforzheim.